# Halina Lukaschenka
Halina Radsiwonauna Lukaschenka (geb. Schaunjarowitsch, belarussisch Галіна Радзівонаўна Лукашэнка/Жаўняровіч, russisch Галина Родионовна Лукашенко/Желнерович Galina Rodionowna Lukaschenko/Schelnerowitsch, engl. Transkription Galina Rodionovna Lukashenko/Zhelnerovich; * 1. Januar 1955 in der Weißrussischen Sozialistischen Sowjetrepublik) ist die Ehefrau von Aljaksandr Lukaschenka und seit dem 20. Juli 1994 First Lady in Belarus.

## Leben
Sie wurde am Neujahrstag 1955 als Kind von Radsiwon Ryhorawitsch Schaunjarowitsch (Rodion Grigorjewitsch Schelnerowitsch; 1928–1983) aus Brest und Alena Fjodarauna Schaunjarowitsch (Jelena Fjodorowna Schelnerowitsch; 1929–2019) aus Sluzk geboren. Sie lernte Lukaschenka bereits in der Sekundarschule im Dorf Ryschkawitschy kennen und heiratete ihn 1975 nach ihrem Abschluss an der Staatlichen Arkads-Kuljaschow-Universität Mahiljou. Zu dieser Zeit arbeitete sie in einem Kindergarten.
Seit Januar 1998 ist sie Abteilungsleiterin des regionalen Exekutivkomitees von Mahiljou zur Verbesserung der Bevölkerung. Sie zog zu Beginn der Präsidentschaftskarriere nicht mit ihrem Ehemann nach Minsk, sondern lebt heute noch in Schklou.
Sie begleitet ihren Mann selten bei öffentlichen Veranstaltungen und sieht ihn Berichten zufolge selten. Einer der früheren Momente, in denen das Paar zusammen gesehen wurde, war das Jahr, in dem Aljaksandr Lukaschenka gewählt wurde, als er zu einem Staatsbesuch in Israel war.
Im Jahr 2022 wurde Halina Lukaschenka in die Sanktionslisten der Vereinigten Staaten und Australiens (März), der Ukraine (Oktober) und Neuseelands (November) aufgenommen. Im Januar 2025 verhängte Kanada Sanktionen gegen Halina Lukaschenka.